# Chicago Cats Soccer Club
Il Chicago Cats Soccer Club è stata una società di calcio statunitense, con sede a Chicago.

## Storia
I Chicago Cats nacquero dallo spostamento della franchigia degli Indiana Tigers di Gary (Indiana) a Chicago nel 1975.
I Cats parteciparono a due campionati dell'American Soccer League, la seconda divisione calcistica per importanza nel Nordamerica. Nella prima stagione, la ASL 1975, sotto la guida del giocatore-allenatore Mike Grbic ottiene il terzo ed ultimo posto della Mid-West Division. Miglior marcatore stagionale del club fu il greco Pantelis "Pete" Kouratos. Nel luglio 1975 diedero vita anche ad una selezione femminile, le "Chicago Kittens", sempre affidate all'allenatore Lazarevich.
L'anno seguente, sotto la guida dell'ex commissario tecnico della nazionale statunitense George Meyer, ottenne il quarto posto della East Division venendo poi eliminato nel primo turno per l'assegnazione del titolo della ASL 1976 contro il New York Apollo. Al termine della stagione la franchigia chiuse i battenti.

## Allenatori
- 1975:  Smiljan Lazarevich
 Miloš Grbić
- 1976:  George Meyer